# Roy Carroll
Roy Carroll (Enniskillen, 30 september 1977) is een Noord-Iers voormalig voetballer die als doelman speelde.

## Loopbaan
Carroll debuteerde in het seizoen 1995/96 in het betaald voetbal als speler van Hull City AFC. Hij brak door bij Wigan Athletic, waarop hij vier seizoenen als reservedoelman onder contract stond bij Manchester United. Na periodes bij West Ham United, Rangers FC en Derby County ging hij in 2009 in Denemarken voor Odense BK spelen. In 2011 ging hij naar OFI Kreta, om een jaar later te verhuizen naar Olympiakos. Na drie seizoenen in Griekenland keerde Carroll terug in Noord-Ierland, waar hij bij Notts County voor het eerst in jaren weer eerste doelman werd.
Carrol debuteerde in 1997 in het Noord-Iers voetbalelftal. Hij werd in mei 2016 opgenomen in de selectie van Noord-Ierland voor het Europees kampioenschap voetbal 2016 in Frankrijk, de eerste deelname van het land aan een EK. Noord-Ierland werd in de achtste finale uitgeschakeld door Wales (0–1), dat won door een eigen doelpunt van de Noord-Ierse verdediger Gareth McAuley.

## Erelijst
- Football League Trophy: 1999
- Premier League: 2003
- FA Community Shield: 2003
- FA Cup: 2004
- Super League Griekenland: 2012, 2013, 2014
- Griekse voetbalbeker: 2012, 2013